# Ametralladora Pecheneg
La ametralladora de propósito general PKP «Pecheneg» (en ruso: ПКП «Печенег») es una ametralladora de propósito general rusa, que dispara el cartucho 7,62 x 54 R. Es una versión altamente modernizada de la reconocida ameteralladora PK. Se dice que la ametralladora Pecheneg esmás precisa y efectiva que todas sus predecesoras dado su cañón más pesado, el cual es enfriado por aire forzado (con aletas radiales para su enfriamiento) y el cual es fijo, y cuenta con una manija que le permite eliminar la distorsión creada por la salida de los gases de disparo y mantiene enfriado el cañón, haciendo de esta ametralladora un arma más eficaz. Además, se le puede montar una mira telescópica o de otro tipo que incrementan su efectividad. La designación militar de la Pecheneg es 6P41 o 6P41N cuando está equipada con mira de visión nocturna IRNV. La Pecheneg actualmente está siendo probada por los Spetsnaz del Ejército ruso y otras unidades en cantidades reducidas.

## Historia
La Pecheneg es llamada así por los Pechenegos esteparios, una tribu de guerreros seminómadas de origen turco que vivieron en las estepas de la Rusia europea actual y en Ucrania. La Pecheneg es una ametralladora creada para el uso del cartucho estándar 7,62 x 54 R, al igual que la PKM, pero a diferencia de ésta no cuenta con un cañón de cambio rápido, y que fuera diseñada para su uso con un bípode integral como arma de apoyo a los pelotones. Puede dar un mayor fuego sostenido que la ametralladora RPK-74, que sumado a la efectividad comprobada del cartucho 7,62 x 54 R tiene una mayor efectividad en poder de penetración y mayor alcance en blancos ligeros y frente a defensas improvisadas en entornos urbanos y en bosques esteparios, propios de la Rusia europea y transibérica.

## Diseño y características
La ametralladora Pecheneg puede ser considerada una modificación de la ametralladora PKM, pero construida para un único rol táctico, el cual es, ser empleada como una verdadera ametralladora ligera de uso por pelotones para la infantería móvil y las tropas de los Spetsnaz. Su diferencia principal es el diseño de su cañón, el cual está pensado para no ser reemplazado en el campo de combate (pudíendose remover únicamente para su inspección y mantenimiento). Su cañón es ligeramente más pesado que el de la PKM, y aparte de esto dispone de unas "aletas" que le irradian al cañón aire para su enfriamiento. Estas van encerradas por una camisa de acero, que va desde el apagallamas y fuerza la entrada de aire frío, como en la Lewis de la Primera Guerra Mundial. El aire para enfriamiento entra a la camisa por unas perforaciones ovaladas detrás de la misma, y salen por la unión del cañón al cajón de mecanismos. Las primeras versiones de la Pecheneg disponían de un apagallamas similar al de la PKM, resultando en un significativo fogonazo cuando el cañón se calentaba, defecto corregido en las versiones actuales y en producción con un nuevo diseño especial que le quita el problema antes citado. 
La parte trasera de la camisa encastrada en el cañón incorpora un asa de carga permanente con una terminación más elongada a un adminículo de dicha característica, y se ha creado para proteger la línea de mira de los reflejos generados por la convección del aire caliente que sale del cañón. El fabricante indica que la cadencia de disparo es de cerca de 600 disparos por minuto en fuego sostenido sin que se ponga en riesgo la vida y/o durabilidad del cañón.
Otro cambio con respecto de la PKM con la que está emparentado su diseño, es la disposición de un bípode fijo y rígido, dispuesto cerca de la bocacha. Esta mejora le añade un desempeño mejorado y una distancia efectiva incrementada cuando el arma es disparada desde su bípode (es decir, tendida en el suelo), pero esto limita el arco de fuego que puede entregar (dado que su capacidad de rotación está limitada) lo que se halla supeditado a la posibilidad de moverse el tirador de su posición. Otra consecuencia de dicha disposición es que la comodidad con la Pecheneg está muy reducida cuando se dispara desde el hombro o desde la cadera, así como no dispone de un guardamanos, teniéndose que usar el bípode como especie de asa cuando se quiera abrir fuego en dos manos, haciéndole muy incómodo dado la gran separación que queda de éste a la mano para poder sostener el arma. Pero de cualquier manera, la Pecheneg puede ser colgada y así mismo disparada desde la cadera usando una correa portafusil y acarreándola para sostener la ametralladora.
En otros aspectos técnicos, como su mecanismo de acción, alimentación, miras y proveedor, la Pecheneg usa (siendo más que similar a las variantes de la PKM modernizadas) todos sus accesorios disponibles. Así mismo retiene los puntos de anclaje de la PKM pudiéndose disparar desde los mismos trípodes que usa ésta, pero sin olvidar que su rol es el de una ametralladora ligera (cuando no va montada en un trípode).

## Usuarios
- Rusia - Fuerzas armadas de Rusia[3]